# Fédon Matthéou
Fédon Matthéou (grec moderne : Φαίδων Ματθαίου), né le 12 juillet 1924, à Thessalonique, en Grèce et décédé le 17 septembre 2011, est un ancien joueur et entraîneur de basket-ball et rameur grec. Il évolue au poste de pivot.

## Palmarès
- 3e du championnat d'Europe 1949
- 3e des Jeux méditerranéens 1955

Entraîneur
- Coupe de Grèce 1976, 1984